# Аксёнов, Александр Иванович
Алекса́ндр Ива́нович Аксёнов (род. 23 марта 1942, деревня Гусиловка, Скопинского района, Рязанской области — 19 января 2025, Москва) — советский и российский историк и генеалог, доктор исторических наук, основоположник полномасштабного научного изучения генеалогии российского купечества.

## Биография
В 1969 году окончил Московский государственный историко-архивный институт. Ученик профессора Александра Александровича Зимина.
В 1974 году защитил кандидатскую диссертацию «Московское купечество в XVIII в. Опыт генеалогического изучения». В 1994 году защитил докторскую диссертацию «Очерки генеалогии уездного купечества XVIII в.».
Главный научный сотрудник, член диссертационного совета, член Учёного совета Института российской истории РАН.
Член диссертационного совета Российской академии государственной службы при Президенте РФ. Член редколлегий: журнала «Отечественная история» (в 1996—2008 гг.), журнала «Историческая генеалогия» (в 1993—2003 гг.).
Профессор Российской академии государственной службы при Президенте РФ (в 2000—2008 гг.).
Член редколлегий многих сборников статей и составитель сборников документов. Автор большого числа монографий, статей, глав в коллективных монографиях и учебниках.
Почетный член Русского генеалогического общества и Историко-родословного общества в Москве.

## Основные труды
- Генеалогия // Вопросы истории — 1972 — № 10 — С. 206—212
- Аксёнов А. И., Овчинников Р. В., Прохоров М. Ф. Документы ставки Е. И. Пугачева, повстанческих властей и учреждений / отв. ред. Р. В. Овчинников. — М.: Наука, 1975. — 524 с. — 6600 экз.
- Очерк истории генеалогии в России // История и генеалогия — М.: Наука, 1977 — С. 57-79
- Библиография трудов по отечественному источниковедению и специальным историческая дисциплинам, изданных в XVIII в. — М.: Издательство Института истории СССР АН СССР, 1981—207 с. [совместно с В. И. Бугановым, В. П. Козловым и др.]
- Происхождение, судьбы и семейные связи московских купцов — именитых граждан // Источниковедение отечественной истории. 1984. — М.: Наука, 1986 — С. 211—237
- Генеалогия московского купечества XVIII в. (Из истории формирования русской буржуазии) — М.: Наука, 1988—189 с. — ISBN 5-02-008426-3
- Очерки генеалогии уездного купечества XVIII в. — М.: Наука, 1993—219 с. — ISBN 5-02-008651-7
- Источники для генеалогии непривилегированных сословий. Уездное купечество Подмосковья XVIII в.: Ревизские материалы // Историческая генеалогия — 1993 — № 1 — С. 81-86
- Источники для генеалогии непривилегированных сословий. Уездное купечество Подмосковья XVIII в.: Капитальные, метрические книги, исповедные ведомости // Историческая генеалогия — 1993 — № 2 — С. 10-13
- С любовью к Отечеству и Просвещению. А. И. Мусин-Пушкин — Рыбинск: Рыбинское подворье, 1994—206 с. — ISBN 5-85231-009-3
- Родословные росписи московских купеческих фамилий XVIII в. 1-я гильдия — владельцы фабрик и заводов // Историческая генеалогия — 1995 — № 2 — С. 23-44
- Генеалогия и уездное купечество // Отечество. Краеведческий альманах — 1996 — Выпуск 7 — С. 185—204
- Генеалогические заметки о купеческих фамилиях г. Владимира. К вопросу о губернском купечестве XVIII — нач. XIX в. // Русский родословец — 2002 — № 1(2) — С. 26-37
- Проблемы генеалогии непривилегированных сословий в России // Труды института российской истории — М.: Наука, 2004 — Выпуск 4 — С. 79-94
- Зимины: от текстильной мануфактуры до сети «Би Лайн» // Связь веков: исследования по источниковедению истории России до 1917 года: памяти профессора А. А. Преображенского: сборник статей. — М., 2007 — С. 382—394
- География, климат, время в жизни русского купца конца XVIII — первой половины XIX века // Проблемы экономической и социокультурной истории феодальной России: материалы конференции, посвященной 80-летию со дня рождения профессора Александра Александровича Преображенского. — М., 2010. — С. 262—271
- Отечественная война 1812 года в русском самосознании // Вестник Российской нации: Научный и общественно-политический журнал. — 2015. — № 2 (40). — С. 249—254
- Императрица Всероссийская Екатерина II, 21 апреля 1729 — 6 ноября 1796. — М.: Комсомольская правда, 2015. — 95 с. — ISBN 978-5-87107-922-5
- Non solum armis (несколько замечаний о роде Румянцевых) // Культура и менталитет России Нового и Новейшего времени: к 80-летию со дня рождения Анатолия Евгеньевича Иванова: (сборник). — М., 2018 — С. 362—374
- Тайные миссии Александра Ивановича Румянцева (штрихи к портрету русского д`Артаньяна) // «Чтобы не перестала память родителей наших и наша, и свеча бы не угасла …»: к 70-летию Николая Михайловича Рогожина: (статьи). — М., 2019 — С. 329—347
- Молодой герой старого Вольтера // Многогранный талант историка: Памяти доктора исторических наук Авенира Павловича Корелина. — М., 2019 — С. 96—116